# Jonchery-sur-Vesle
Jonchery-sur-Vesle är en kommun i departementet Marne i regionen Grand Est (tidigare regionen Champagne-Ardenne) i nordöstra Frankrike. Kommunen ligger i kantonen Fismes som tillhör arrondissementet Reims. År 2022 hade Jonchery-sur-Vesle 1 815 invånare.

## Befolkningsutveckling
Antalet invånare i kommunen Jonchery-sur-Vesle
| Referens: INSEE |